# 范佛
范佛（？—？），4世紀後半叶的占城王国（林邑国）国王（在位：349年 - ?）。范文之子。349年，范文死后，即位为国王。東晋的广州刺史滕含率大軍攻打林邑国，范佛屈服于晋朝的兵威。 

## 传記資料
- 《晋書》

| 前任： 范文 | 占城第二王朝第2代王 349年 - ? | 繼任： 范胡达 |